# 渡邉幸義
渡邉 幸義（わたなべ ゆきよし、1963年7月9日 - ）は、日本の実業家。
静岡県沼津市出身。1986年3月、武蔵工業大学（現東京都市大学）機械工学科 卒業。1986年4月、日本ディジタルイクイップメント株式会社入社。2000年1月、株式会社アイエスエフネットを創業。
ネットワークの構築、保守運用、人材派遣事業を主としている。子会社のアイエスエフネットハーモニーでは、障害者の雇用にも取り組んでいる。ベトナム・インド・マレーシア等、海外事業を行っている。

## 主な著書
- 「未来ノート」で道は開ける！ ISBN 483871890X （(2008年7月マガジンハウス）
- 社員みんながやさしくなった～障がい者が入社してくれて変わったこと ISBN 4761267127 （2010年10月かんき出版）
- 社長のメモ ISBN 476126750X （2011年5月かんき出版）
- 会社は家族、社長は親 ISBN 4569799434 （2011年9月PHP研究所）
- 雇用創造革命 ISBN 4478020345 （2012年3月ダイヤモンド社）
- 美点凝視の経営 ISBN 4884749758 （2012年9月致知出版社）
- お母さん、障がいの子どもを応援しますよ。 ISBN 4054057659 （2013年9月学研パブリッシング）
- つながる雇用を実現します! 誰もが輝ける会社に─アイエスエフネットの限りない挑戦 ISBN 4535563411 （2015年9月日本評論社）